# Ankylocythere copiosa
Ankylocythere copiosa är en kräftdjursart som först beskrevs av Clarence Clayton Hoff 1942.  Ankylocythere copiosa ingår i släktet Ankylocythere och familjen Entocytheridae. Inga underarter finns listade i Catalogue of Life.